# Адонкин, Василий Семёнович
Васи́лий Семёнович Адо́нкин (25 марта [7 апреля] 1913 — 17 марта 1944) — советский лётчик, участник Великой Отечественной войны, Герой Советского Союза (22.01.1944). Капитан (5.06.1942).

## Биография
Родился 25 марта (7 апреля) 1913 года в селе Хохлове ныне Белгородского района Белгородской области в семье служащего. Русский. Окончил 7 классов школы в Хохлово в 1934 году.
После окончания школы и курсов шоферов с 1935 года работал шофёром МТС, учился в Орловском педагогическим институте, где окончил первый курс. 
С октября 1937 года — в Военно-Морском Флоте СССР. Окончил Военно-морское авиационное училище имени Сталина в городе Ейске в декабре 1940 года. Был направлен в авиацию Северного флота. С 27 мая 1941 года служил пилотом в 72-м смешанном авиационном полку ВВС Северного флот.
Младший лейтенант В. С. Адонкин в боях Великой Отечественной войны с июня 1941 года. Открыл боевой счёт 29 июня 1941 года, причём сделал это очень внушительно: при отражении немецкого налёта на аэродром Ваенга сбил на истребителе И-153 бомбардировщик Ю-88, а через несколько часов при отражении следующего налёта там же в группе с товарищами сбил сразу 3 немецких бомбардировщика. Доблестно сражался при обороне Заполярья, став одним из выдающихся учеников школы знаменитого североморского аса Бориса Сафонова. В короткий срок вырос до заместителя командира эскадрильи в этом полку, которому за выдающиеся боевые успехи приказом Народного комиссара ВМФ СССР № 10 от 18 января 1942 года было присвоено гвардейское звание и полк получил наименование 2-й гвардейский истребительный авиационный полк ВВС Северного флота. К концу 1941 года сбил 2 самолёта лично и 8 в группе. В 1941—1942 годах воевал на истребителях И-153, И-16 и МиГ-3.
С апреля 1942 года исполнял должность командира эскадрильи в 78-м истребительном авиационном полку ВВС ВМФ. В июне 1942 года назначен заместителем командира 27-го истребительного авиационного полка ВМФ, оснащённого английскими самолётами «Харрикейн». С декабря 1942 по апрель 1943 года капитан В. С. Адонкин временно исполнял обязанности командира полка. Член ВКП(б) с 1942 года. 
С апреля 1943 года вновь воевал в составе 78-го истребительного авиационного полка 6-й истребительной авиационной дивизии военно-воздушных сил Северного флота в должности командира эскадрильи.
К июлю 1943 года капитан В. С. Адонкин совершил 365 боевых вылетов, в том числе 31 на штурмовку войск, военных объектов и судов противника. Провёл 42 воздушных боя, в которых сбил 13 самолётов противника лично и 4 в группе.
Указом Президиума Верховного Совета СССР «О присвоении звания Героя Советского Союза офицерскому составу Военно-Морского флота» от 22 января 1944 года за «образцовое выполнение боевых заданий командования на фронте борьбы с немецкими захватчиками и проявленные при этом отвагу и геройство» капитану Адонкину Василию Семёновичу присвоено звание Героя Советского Союза с вручением ордена Ленина и медали «Золотая Звезда».
В октябре 1943 года назначен помощником командира по лётной подготовке и воздушному бою 255-го истребительного авиационного полка (5-й минно-торпедной авиационной дивизии ВВС Северного флота). Полк был вооружён американскими истребителями «Аэрокобра», на которых Василий Адонкин сбил ещё 2 немецких самолёта. 
Всего выполнил свыше 500 боевых вылетов, провёл около 50 воздушных боёв уничтожил лично 17 самолётов противника и 8 в группе. 17 марта 1944 года заместитель командира 255-го истребительного авиационного полка 5-й минно-торпедной авиационной дивизии ВВС Северного флота капитан В. С. Адонкин погиб в воздушном бою с превосходящими силами противника в районе озера Эккерё (Финляндия).

## Награды
- Медаль «Золотая Звезда» Героя Советского Союза (22 января 1944 года)
- Орден Ленина (22 января 1944 года)
- Три ордена Красного Знамени (14 июля 1941, 2 июня 1942, 7 июля 1943 года)

## Память
- 22 мая 1964 года навечно зачислен в списки 174-го гвардейского Краснознамённого Печенгского историбительного авиационного полка имени Б. Ф. Сафонова[10].
- Его бюст, в числе 53-х лётчиков-североморцев, удостоенных звания Героя Советского Союза, установлен в посёлке Сафоново на Аллее Героев около музея ВВС СФ.
- В селе Хохлово в память о героическом земляке установлена мемориальная доска и названа улица, установлен памятный знак.
- Его имя было присвоено большому морозильному рыболовному траулеру (1977).
- Его имя присвоено тяжёлому перехватчику МиГ-31 из состава 174-го гвардейского Краснознамённого истребительного авиационного Печенгского полка имени дважды Героя Советского Союза Б. Ф. Сафонова.[11]